# Repentless
Repentless (Bezbožní) je v pořadí dvanácté a poslední studiové album americké thrashmetalové skupiny Slayer. Vyšlo 11. září 2015 pod vydavatelstvím Nuclear Blast a bylo produkováno Terrym Datem. Je to jediné studiové album bez kytaristy Hannemana, který zemřel v roce 2013. Avšak na albu byl použit jeho song "Piano Wire" který měl být původně použit na albu World Painted Blood, ale nakonec byl použit až na Repentless. Jeff Hanneman byl nahrazen Garym Holtem ze skupiny Exodus a za bicí se vrátil Paul Bostaph. Reakce na toto album byly rozporuplné, avšak za první týden se prodalo více než 49 000 kopii. V americkém žebříčku se album dostalo na 4. místo. Celkově se Repentless prodalo jen v Americe více než 80 000 kopií.

## Seznam skladeb
Všechny písně napsal Kerry King, pokud není uvedeno jinak.
| Pořadí         | Název                    | Hudba          | Text            | Délka |
| -------------- | ------------------------ | -------------- | --------------- | ----- |
| 1.             | Delusions of Saviour     |                | instrumentální  | 1:55  |
| 2.             | Repentless               |                |                 | 3:19  |
| 3.             | Take Control             |                |                 | 3:14  |
| 4.             | Vices                    |                |                 | 3:32  |
| 5.             | Cast the First Stone     |                |                 | 3:43  |
| 6.             | When the Stillness Comes |                |                 | 4:21  |
| 7.             | Chasing Death            |                |                 | 3:45  |
| 8.             | Implode                  |                |                 | 3:49  |
| 9.             | Piano Wire               | Jeff Hanneman  | Hanneman        | 2:49  |
| 10.            | Atrocity Vendor          |                | Tom Araya, King | 2:55  |
| 11.            | You Against You          |                |                 | 4:21  |
| 12.            | Pride in Prejudice       |                |                 | 4:14  |
| Celková délka: | Celková délka:           | Celková délka: | Celková délka:  | 41:57 |

## Sestava
- Tom Araya – zpěv, baskytara
- Gary Holt – kytara
- Kerry King – kytara
- Paul Bostaph – bicí